# Associazione Calcio Forlì 1950-1951
Questa voce raccoglie le informazioni riguardanti l'Associazione Calcio Forlì nelle competizioni ufficiali della stagione 1950-1951.

## Rosa
| N. |                   | Ruolo | Calciatore           |
| -- | ----------------- | ----- | -------------------- |
|    | Italia (bandiera) | D     | I. Bergonzoni        |
|    | Italia (bandiera) | A     | E. Bottoni           |
|    | Italia (bandiera) | C     | A. Canali            |
|    | Italia (bandiera) | P     | A. Carparelli        |
|    | Italia (bandiera) | C     | Angelo Bruno Cortini |
|    | Italia (bandiera) | D     | Giorgio Da Costa     |
|    | Italia (bandiera) | A     | F. Fabbrani          |
|    | Italia (bandiera) | A     | E. Gamberini         |

| N. |                   | Ruolo | Calciatore      |
| -- | ----------------- | ----- | --------------- |
|    | Italia (bandiera) | A     | O. Godoli       |
|    | Italia (bandiera) | C     | L. Lombardi     |
|    | Italia (bandiera) | C     | Sergio Lusso    |
|    | Italia (bandiera) | D     | E. Pinardi      |
|    | Italia (bandiera) | C     | Luigi Scanselli |
|    | Italia (bandiera) | D     | R. Tisselli     |
|    | Italia (bandiera) | C     | Gaetano Vellani |
|    | Italia (bandiera) | A     | A. Verrina      |